# Saison 2022 de l'équipe cycliste UAE Team ADQ
La saison 2022 de l'équipe cycliste UAE Team ADQ est la douzième de la formation. Sofia Bertizzolo et Erica Magnaldi rejoignent l'équipe tandis que Marlen Reusser part.
Mavi Garcia est sixième de l'Amstel Gold Race et cinquième de la Flèche wallonne. Elle est championne d'Espagne sur route et du chrono. Au Tour d'Italie, elle fait partie de l'échappée décisive sur la deuxième étape avec Annemiek van Vleuten et Marta Cavalli. Cet avantage important lui permet de conclure l'épreuve à la troisième place. Elle remporte le Grand Prix de Plouay au terme d'une course très animée. Marta Bastianelli remporte l'Omloop van het Hageland 2022, est cinquième du Tour de Drenthe, troisième de la Classic Bruges-La Panne et sixième de Gand-Wevelgem et de la RideLondon-Classique. Elle gagne aussi une étape et le classement général du Festival Elsy Jacobs ainsi que deux étapes du Tour de Bretagne. Sofia Bertizzolo est deuxième du Trofeo Alfredo Binda-Comune di Cittiglio. Eugenia Bujak est championne de Slovénie sur route, enfin Alena Ivanchenko gagne une étape du Tour de Bretagne. Marta Bastianelli est quinzième du classement UCI, Mavi Garcia est treizième du World Tour. UAE Team ADQ est respectivement septième et huitième des deux classements par équipes.

## Préparation de la saison

### Arrivées et départs
L'équipe enregistre l'arrivée de la spécialiste des classiques du nord Sofia Bertizzolo et de la grimpeuse Erica Magnaldi.Alena Ivanchenko et Maria Novolodskaya rejoignent également la formation.
La spécialiste du contre-la-montre Marlen Reusser rejoint SD Worx, tandis que  Anastasia Chursina et Tatiana Guderzo quittent également la formation.
| Arrivées           | Équipe 2021         |
| ------------------ | ------------------- |
| Sofia Bertizzolo   | Liv Racing          |
| Alena Ivanchenko   | Néo-professionnelle |
| Erica Magnaldi     | Ceratizit-WNT       |
| Maria Novolodskaya | A.R. Monex Women's  |

| Départs            | Équipe 2022             |
| ------------------ | ----------------------- |
| Anastasia Chursina |                         |
| Tatiana Guderzo    | Top Girls Fassa Bortolo |
| Marlen Reusser     | SD Worx                 |

### Effectifs
| Effectif 2022            | Effectif 2022     | Effectif 2022       | Effectif 2022                         |
| Cycliste                 | Date de naissance | Pays                | Équipe précédente                     |
| ------------------------ | ----------------- | ------------------- | ------------------------------------- |
| Marta Bastianelli        | 30 avril 1987     | Italie              | Virtu Cycling Women (2019)            |
| Sofia Bertizzolo         | 21 août 1997      | Italie              | Liv Racing (2021)                     |
| Maaike Boogaard          | 24 août 1998      | Pays-Bas            | BTC City Ljubljana (2019)             |
| Eugenia Bujak            | 25 juin 1989      | Slovénie            | BTC City Ljubljana (2019)             |
| Mavi García              | 2 janvier 1984    | Espagne             | Movistar Team (2019)                  |
| Alena Ivanchenko         | 16 novembre 2003  | Russie              |                                       |
| Erica Magnaldi           | 24 août 1992      | Italie              | Ceratizit-WNT Pro Cycling (2021)      |
| Maria Novolodskaya       | 28 juillet 1999   | Russie              | A.R. Monex Women's (2021)             |
| Alessia Patuelli         | 22 décembre 2002  | Italie              |                                       |
| Urša Pintar              | 3 octobre 1985    | Slovénie            | BTC City Ljubljana (2019)             |
| Laura Tomasi             | 1 juillet 1999    | Italie              | Top Girls Fassa Bortolo (2020)        |
| Anna Trevisi             | 8 mai 1992        | Italie              | Inpa Sottoli Bianchi Giusfredi (2015) |
| Sophie Wright            | 15 mars 1999      | Royaume-Uni         | Équipe cycliste Paule Ka (2020)       |
| Safia Al Sayegh          | 23 septembre 2001 | Émirats arabes unis |                                       |
|                          |                   |                     |                                       |
| Source : ProCyclingStats |                   |                     |                                       |

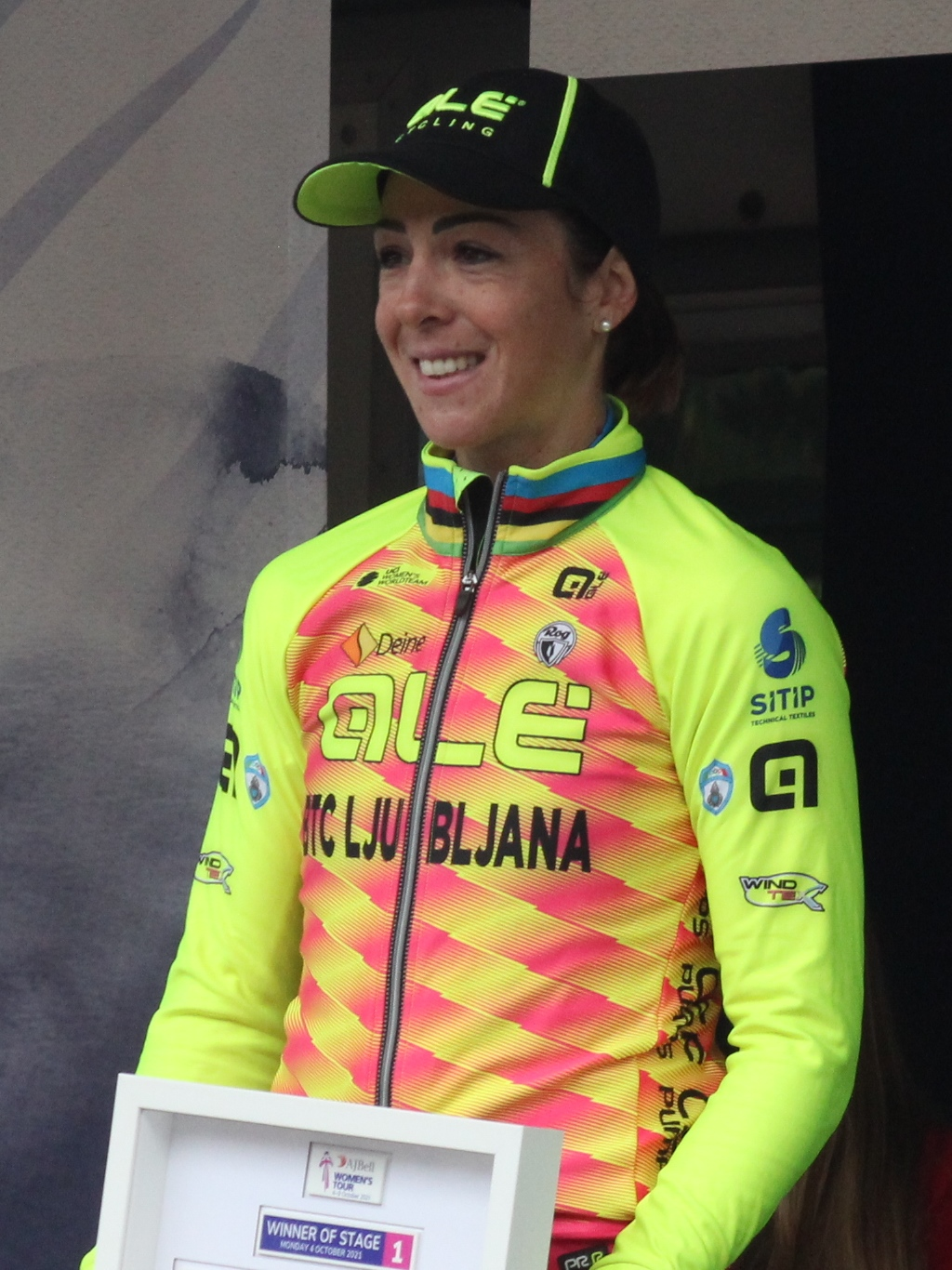
Marta Bastianelli en 2021.
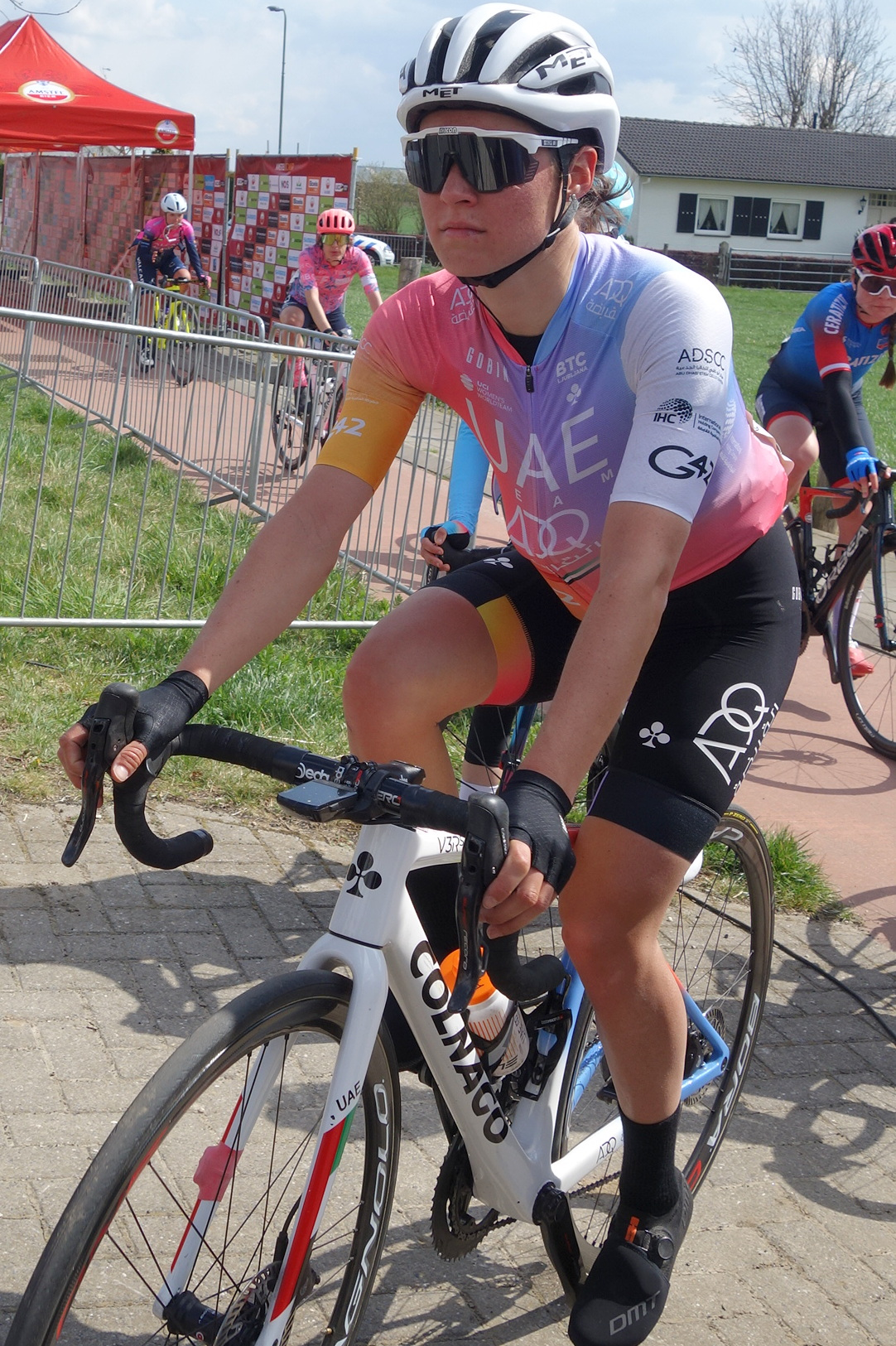
Sofia Bertizzolo
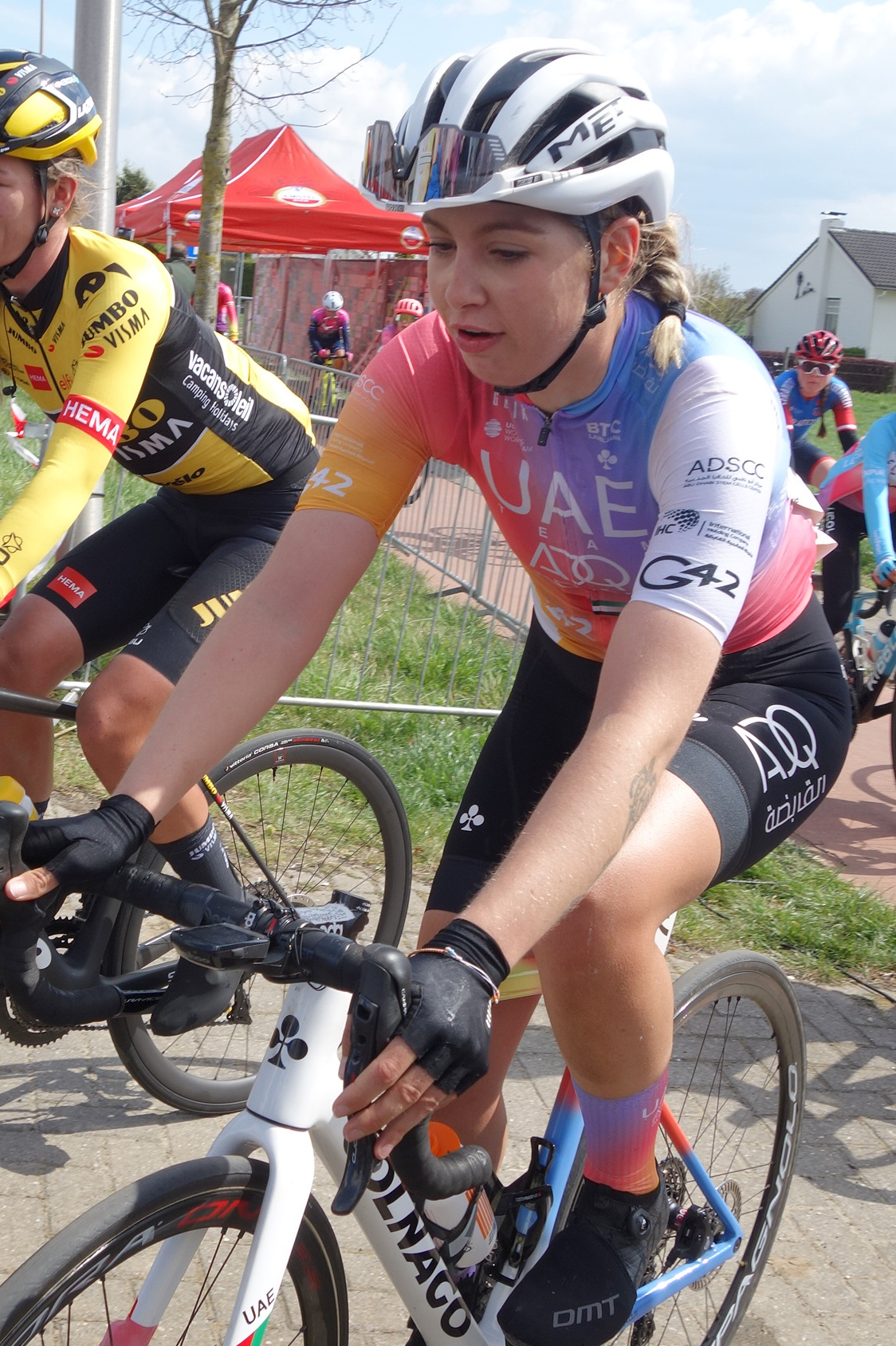
Maaike Boogaard
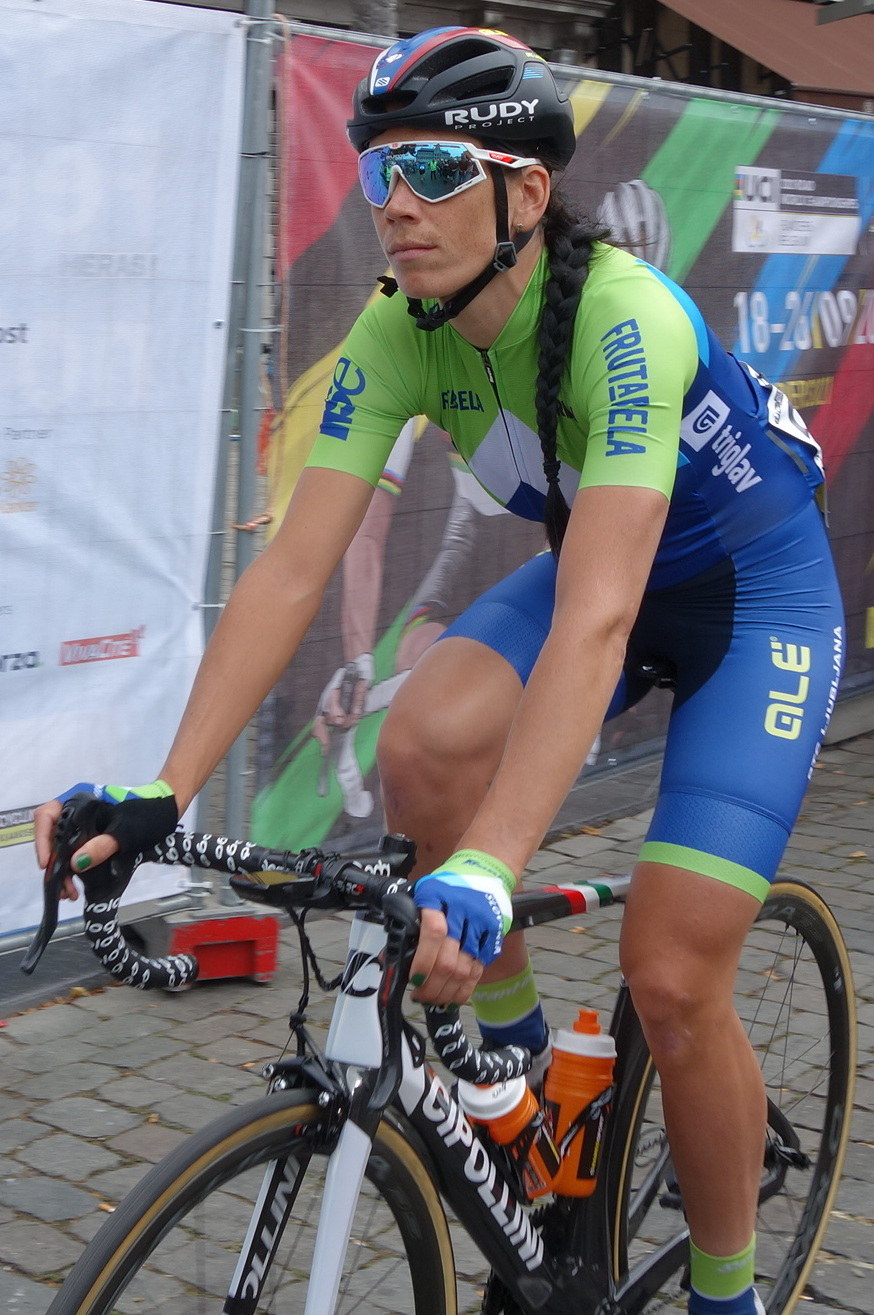
Eugenia Bujak en 2021.
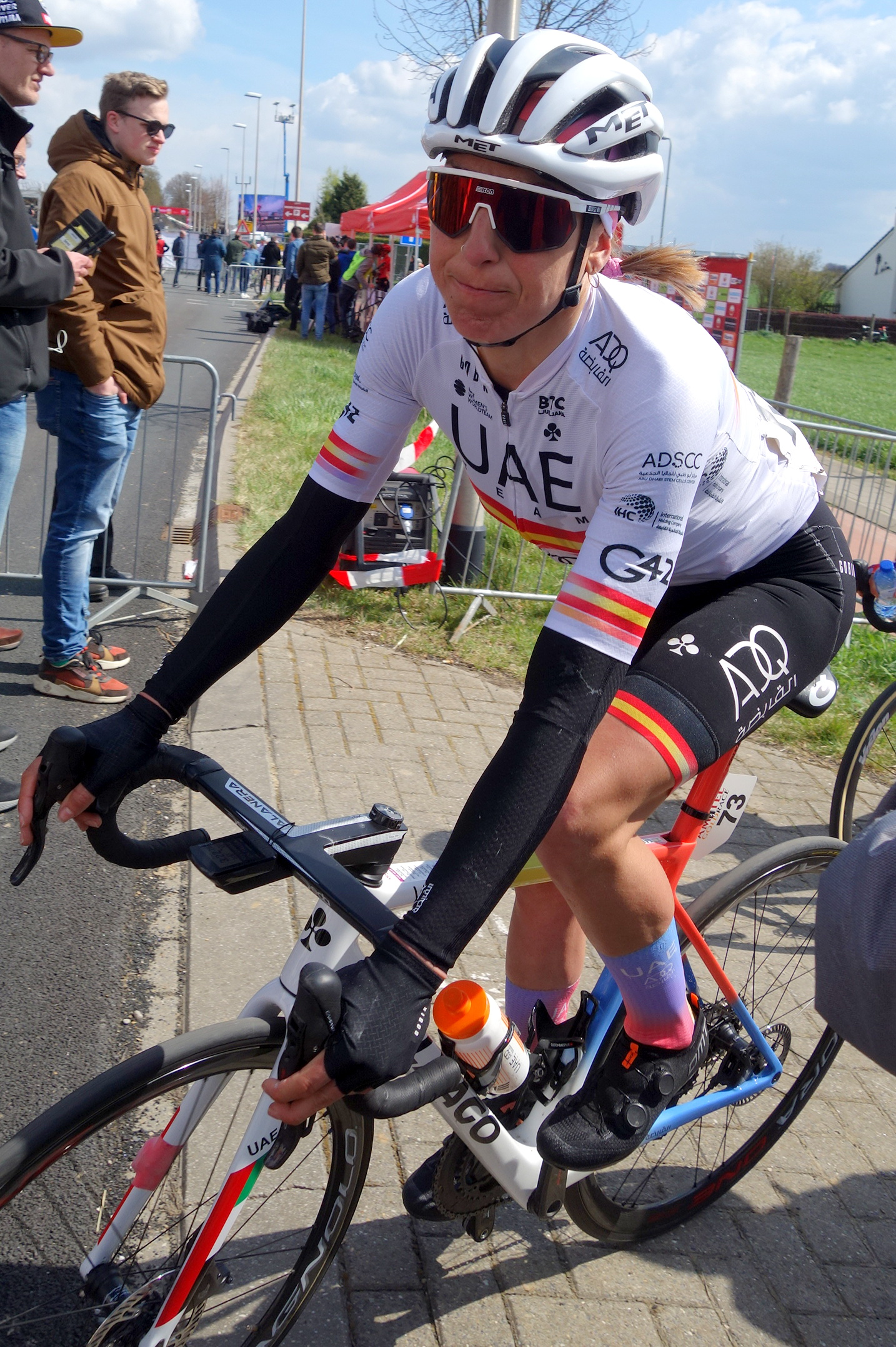
Mavi García
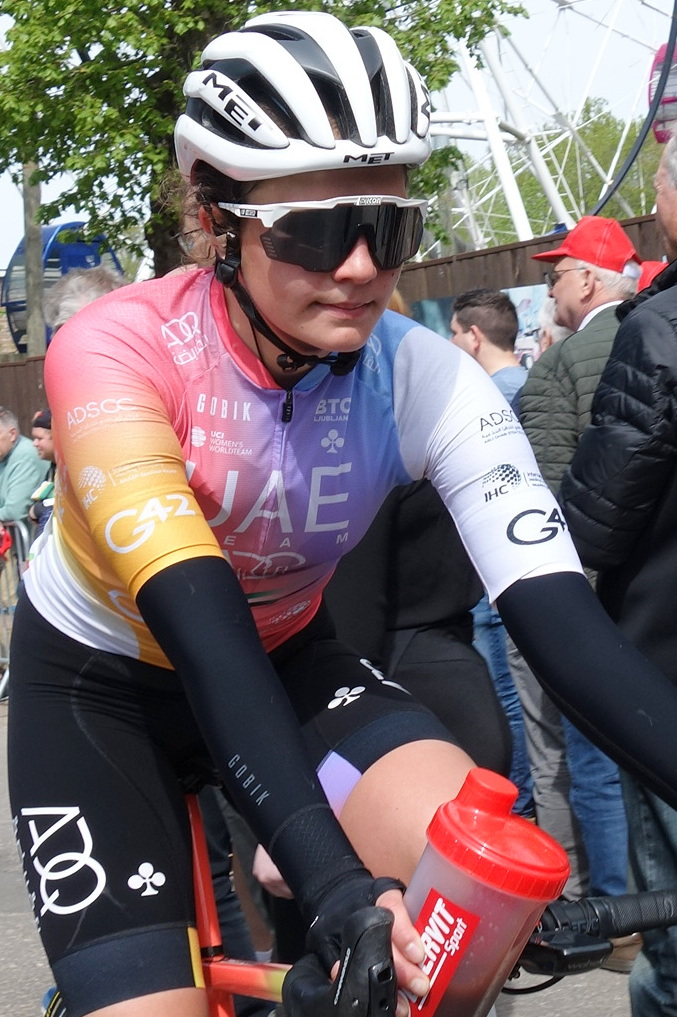
Alena Ivanchenko
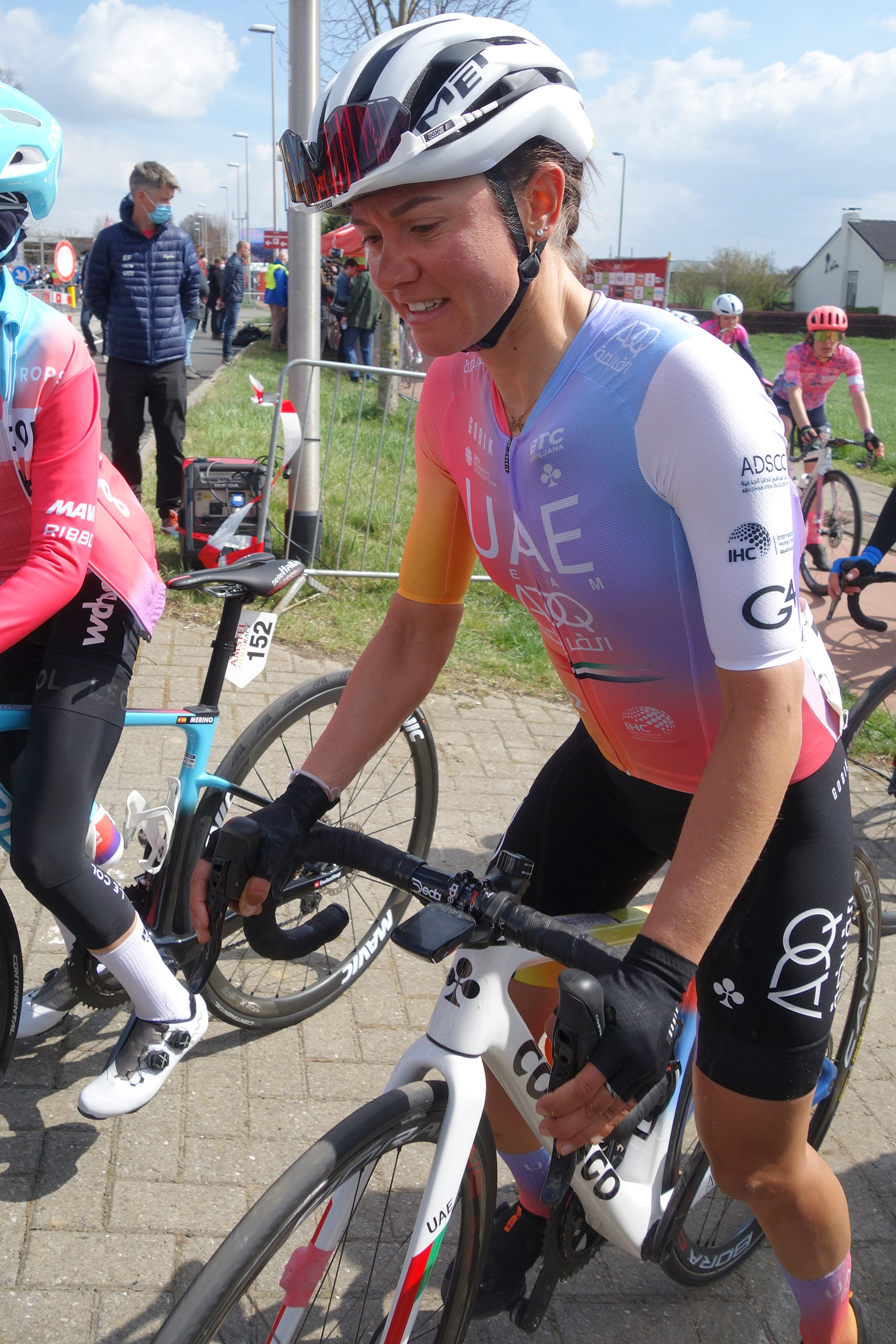
Erica Magnaldi
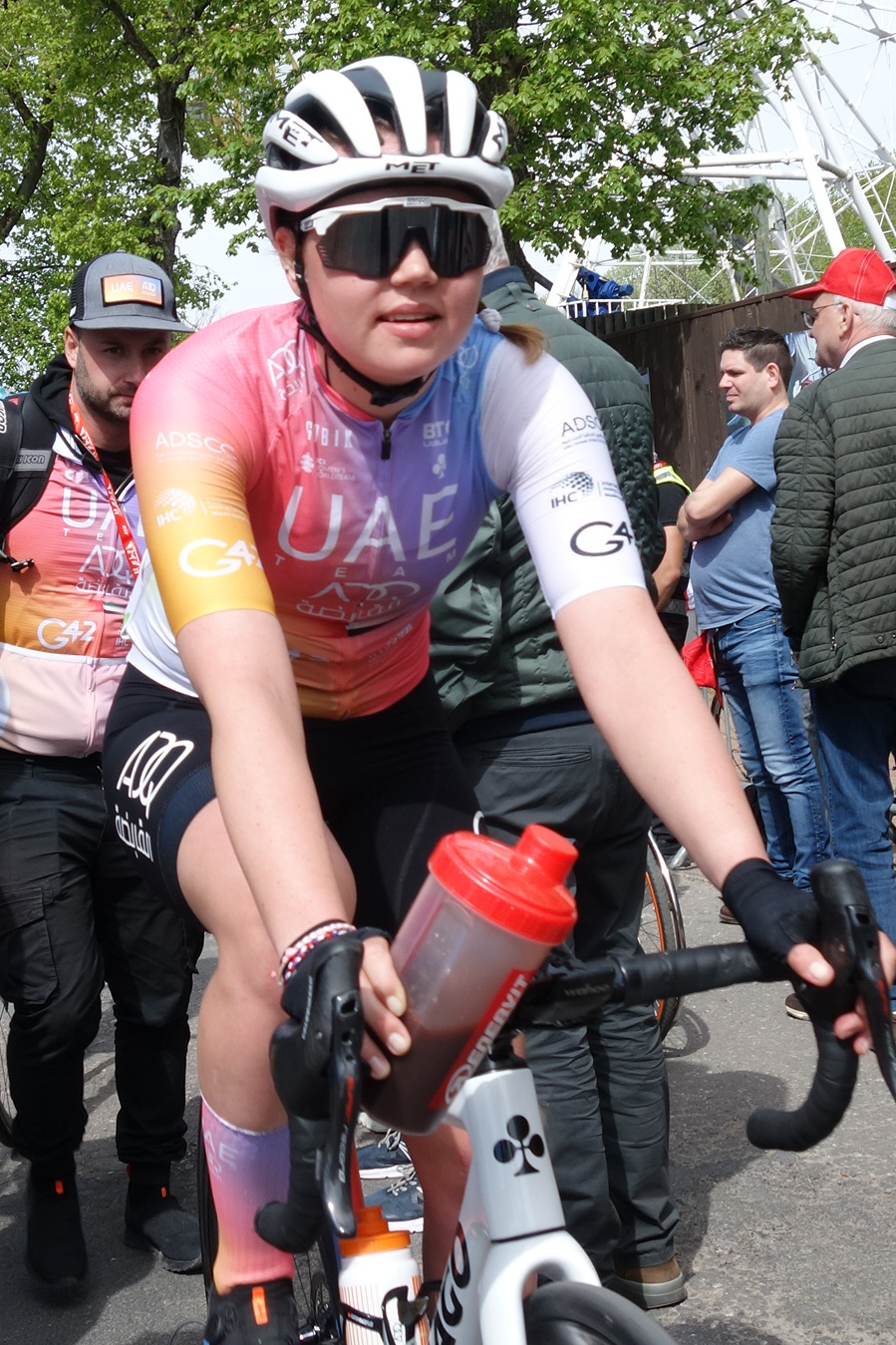
Maria Novolodskaya
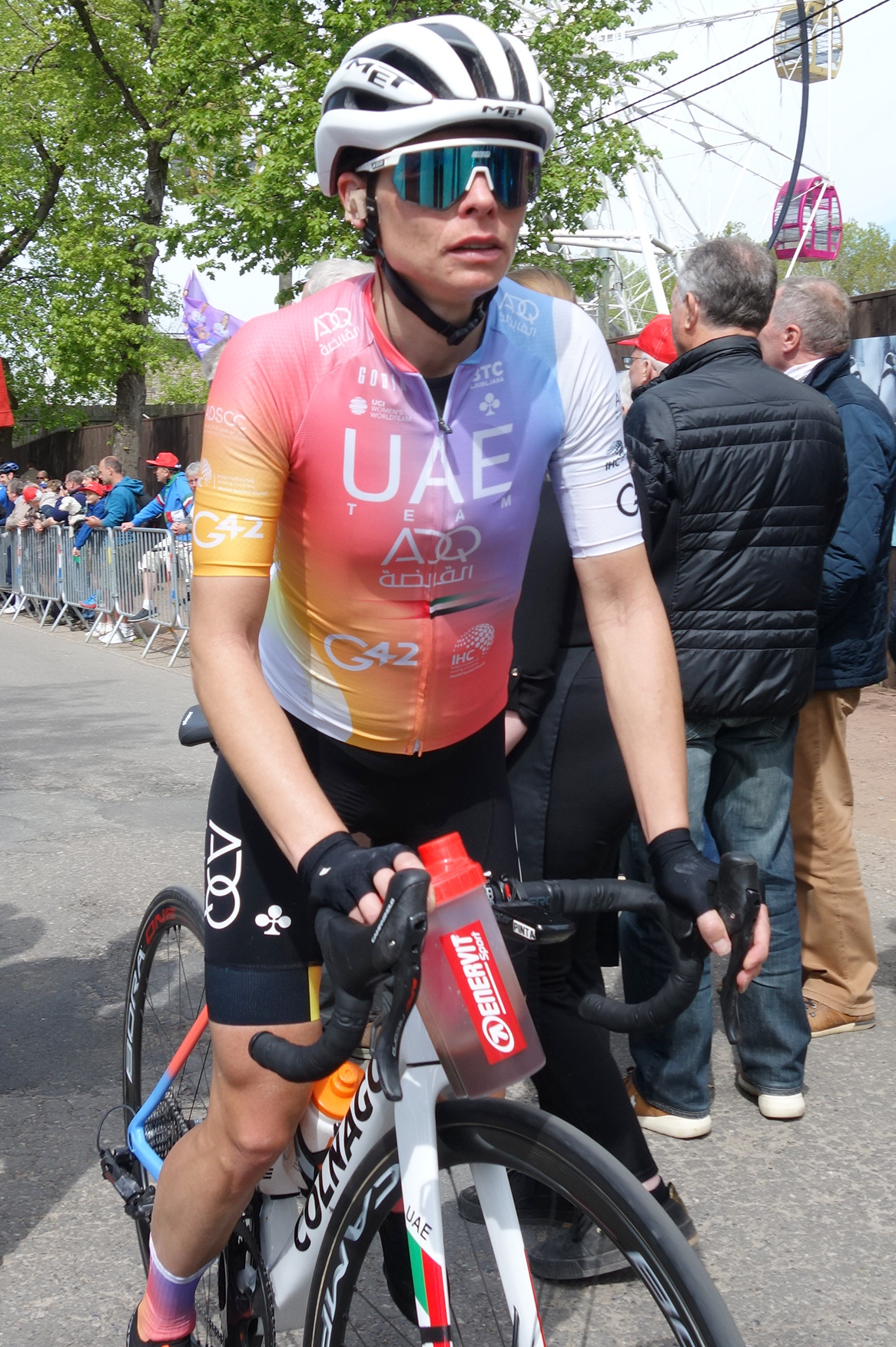
Ursa Pintar
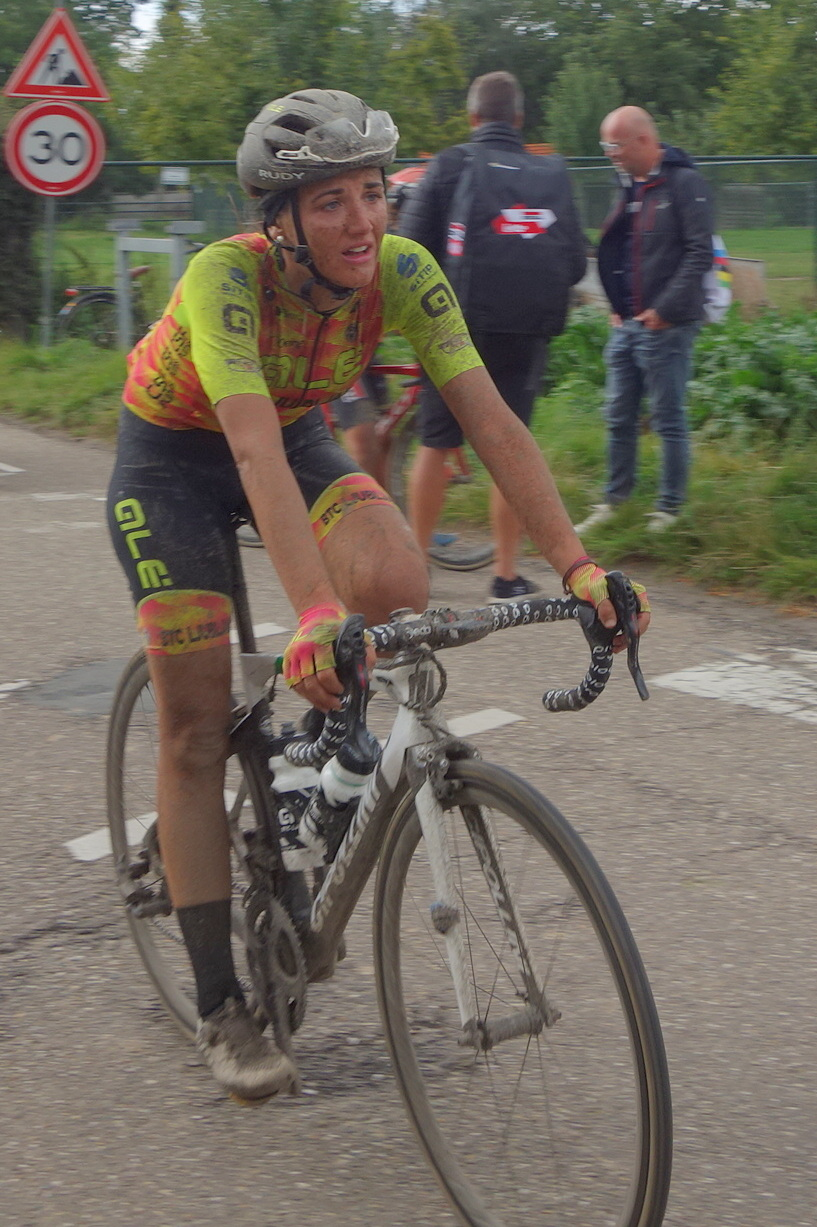
Laura Tomasi en 2021.
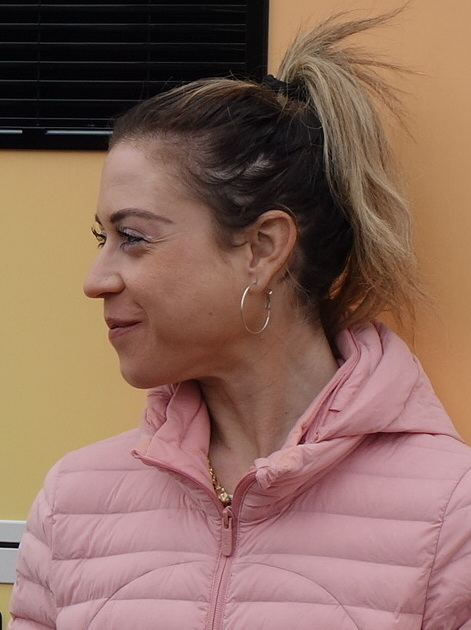
Anna Trevisi
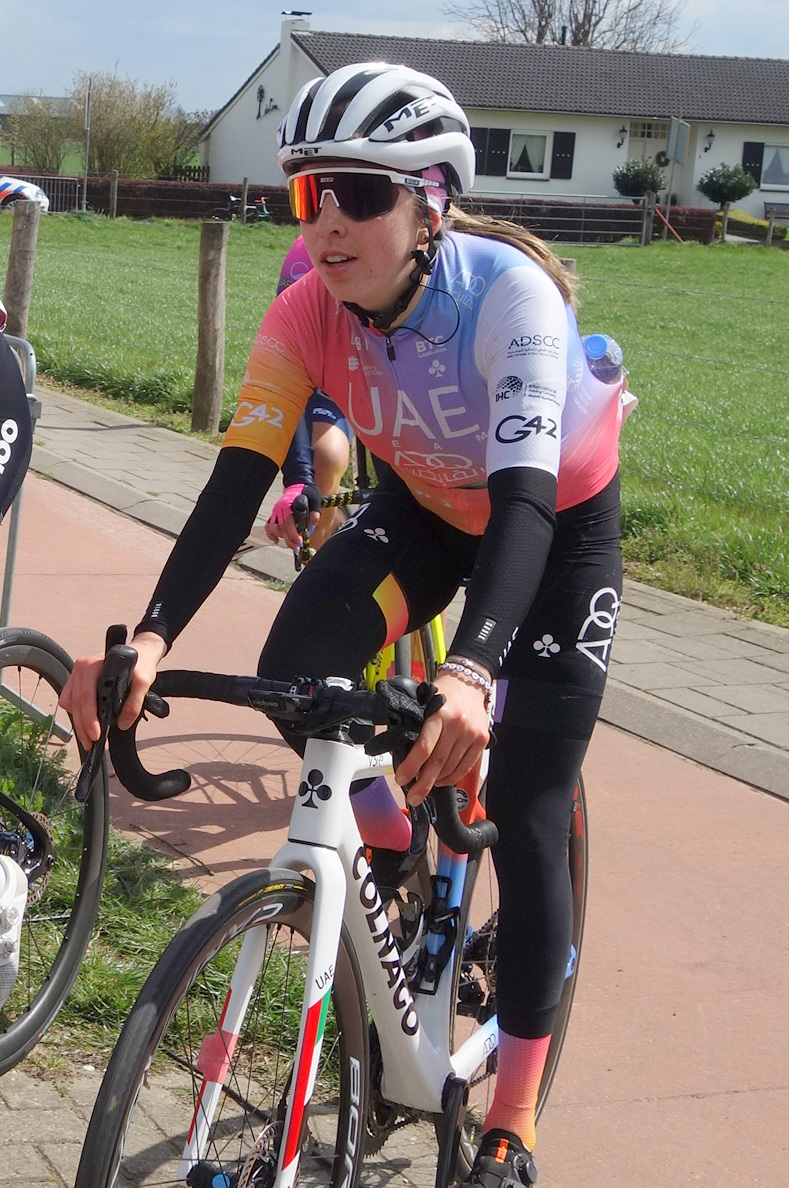
Sophie Wright

### Encadrement
Rubens Bertogliati est le directeur général de l'équipe. Le directeur sportif est Fortunato Lacquaniti, assisté de Giuseppe Lanzoni, Michele Devotti et Gorazd Penko.

## Déroulement de la saison

### Février
Marta Bastianelli remporte le Tour de la Communauté valencienne, puis une étape de la Semaine cycliste valencienne.
Au Circuit Het Nieuwsblad, Marta Bastianelli se classe neuvième. À l' Omloop van het Hageland, un groupe de dix dont Bastianelli se forme dans les trente derniers kilomètres. L'Italienne s'impose au sprint.

### Mars
Aux Strade Bianche, Mavi Garcia s'échappe en début de course, mais elle est reprise. Marta Bastianelli et Alena Amialiusik attaquent dans les trente derniers kilomètres. Elles sont immédiatement reprises. Au Tour de Drenthe, Marta Bastianelli se classe cinquième du sprint. Au Trofeo Alfredo Binda-Comune di Cittiglio, Sofia Bertizzolo suit les meilleures jusqu'au bout. Elle est deuxième du sprint derrière Elisa Balsamo. À la Classic Bruges-La Panne, Marta Bastianelli prend la troisième place. À Gand-Wevelgem, dans le deuxième passage du Baneberg, Chantal van den Broek-Blaak, Sofia Bertizzolo, Elisa Longo Borghini et Julie De Wilde tentent, mais sont immédiatement reprises. Au sprint, Marta Bastianelli est sixième. Sur À travers les Flandres, l'Italienne est cinquième du sprint.

### Avril

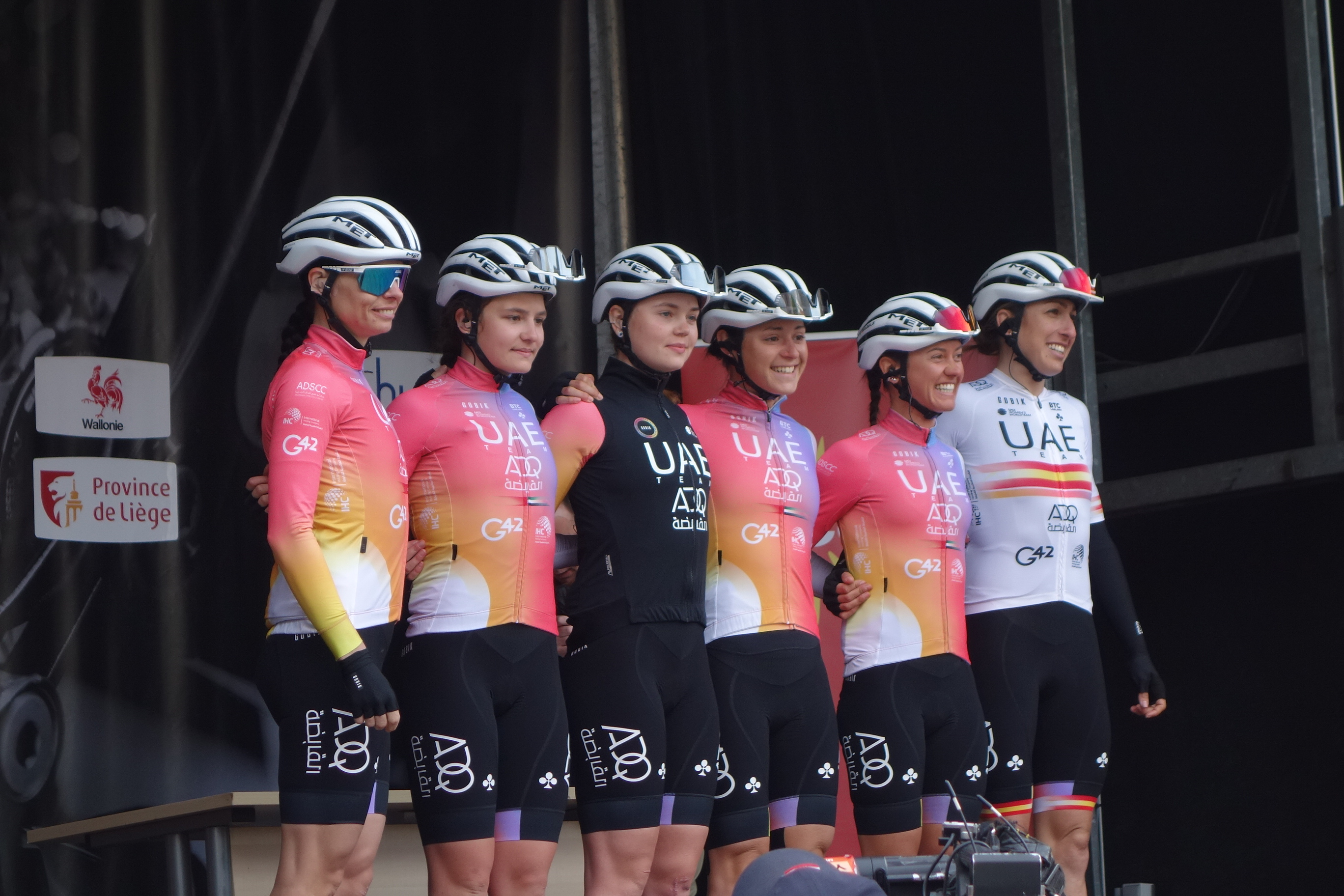
Équipe au départ de la Flèche wallonne

Au Tour des Flandres, à trente-trois kilomètres de l'arrivée, Sofia Bertizzolo fait partie d'un groupe de poursuite. Le vieux Quaremont rebat les cartes. Marta Bastianelli se classe dixième. À l'Amstel Gold Race, dans l'avant-dernier passage du Cauberg, Mavi Garcia attaque et revient à treize secondes des fuyardes. Elle et les échappées sont reprises à dix kilomètres de l'arrivée. Dans la montée finale, elle ne peut suivre Annemiek van Vleuten mais un regroupement a lieu, elle est sixième. À Paris-Roubaix, sur le secteur d'Auchy les Orchies, Lotte Kopecky attaque avec Marta Bastianelli. Elles sont rapidement rejointes par Lucinda Brand. Le trio de tête est repris avant Templeuve. Bastianelli se classe finalement quinzième. À la Flèche wallonne, Mavi Garcia prend la cinquième place. Elle treizième ensuite de Liège-Bastogne-Liège.
Au Festival Elsy Jacobs, Sofia Bertizzolo est huitième du prologue. Sur la première étape, après le premier prix des monts, Sofia Bertizzolo sort avec Anna Shackley, Niamh Fisher-Black, Maud Oudeman et Mikayla Harvey. Elles sont reprises dans le même tour de circuit. Dans la montée finale, Marta Bastianelli s'impose. Le jour suivant, Marta Bastianelli règle le sprint du peloton derrière  Veronica Ewers et gagne le classement général.

### Mai
Au Tour de Bretagne, Marta Bastianelli remportent les deux premières étapes au sprint,,,. Alena Ivanchenko remporte le contre-la-montre individuel, Marta Bastianelli perd près de deux minutes. Elle est cinquième et quatrième des deux dernières étapes. Elle est onzième du classement général.
Au Tour d'Andalousie, dans la dernière difficulté de la première étape, Mavi Garcia attaque et est suivie par Paula Patiño. Quand cette dernière est distancée, Arlenis Sierra sort et revient sur Garcia au milieu de la descente. La Cubaine gagne au sprint devant l'Espagnole. Elle est de nouveau deuxième derrière la Cubaine le lendemain. Elle perd quatre secondes sur Sierra dans la dernière étape et se classe donc deuxième du classement général. Elle gagne aussi le classement de la montagne. Erica Magnaldi est neuvième.
Au GP Ciudad de Eibar, Mavi Garcia accélère dans l'Alto de San Miguel. Elle se détache avec Ane Santesteban, Olivia Baril et Paula Patiño. Cette dernière est distancée plus loin. Jelena Erić et Nadine Michaela Gill reviennent de l'arrière dans les dix derniers kilomètres. Elles se départagent au sprint et Mavi Garcia est troisième,. Elle est ensuite cinquième de l'Emakumeen Nafarroako Klasikoa,.
Au Tour de Burgos, sur la troisième étape, un groupe de sept dont Mavi Garcia se détache au sommet de l'Alto Retuerta. À quatorze kilomètres du but, Mavi Garcia passe à l'offensive. Elle est suivie par Evita Muzic. Elles obtiennent une trentaine de secondes d'avance. Dans l'ultime difficulté, l'Ojo Guareña, Mavi Garcia distance Muzic pour s'imposer seule. Elle devient la nouvelle leader. Elle est seulement seizième de l'étape de montagne le lendemain et conclut l'épreuve à la quinzième place du classement général.
À RideLondon-Classique, Marta Bastianelli est seconde de la deuxième étape. Elle est sixième du classement général final.

### Juin
Au Women's Tour, Sofia Bertizzolo est deuxième du sprint de la première étape. Sur la cinquième étape, elle fait partie de l'échappée mais tout se regroupe au pied de la Black Mountain. Elle est dixième de l'étape. Elle neuvième du classement général de l'épreuve.
Au Tour de Suisse, Erica Magnaldi est quatrième de la dernière étape. Elle conclut l'épreuve à la huitième place. 
Lors des championnats nationaux, Mavi Garcia conserve ses titres sur route et en contre-la-montre en Espagne. Eugenia Bujak est championne de Slovénie sur route et deuxième du contre-la-montre.

### Juillet

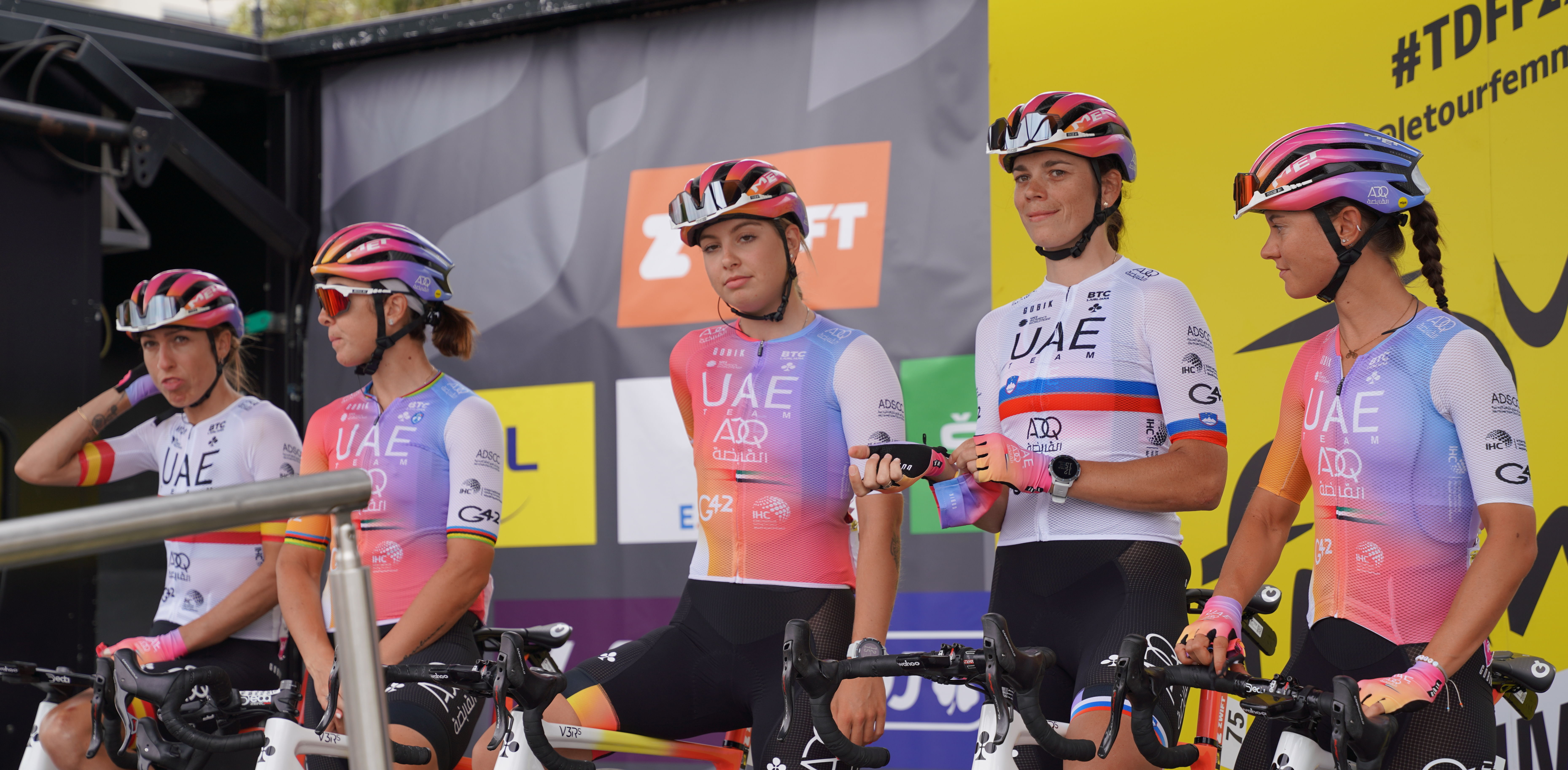
Lors du Tour de France.

Au Tour d'Italie, Sofia Bertizzolo est cinquième de la troisième étape,. Le lendemain,  juste avant le col du Barbotto, Annemiek van Vleuten, Mavi Garcia, Marta Cavalli et Kristen Faulkner attaquent. Cette dernière perd néanmoins rapidement le contact. Dans l'ultime ascension du jour, la Carpineta, Garcia attaque. Cela décroche Cavalli, mais Van Vleuten réagit immédiatement. L'Espagnole attaque de nouveau par la suite, mais elles se disputent la victoire dans un sprint à deux dans lequel la Néerlandaise est victorieuse. Le peloton arrive près de cinq minutes plus tard. Sur la cinquième étape, Marta Bastianelli est cinquième du sprint. Dans la sixième étape, Mavi Garcia tente dans le final de sortir, mais sans succès. Elle est huitième de l'épreuve. Dans la première étape de montagne, les trois premières du classement général s'affrontent mais ne parviennent pas à se départager. Mavi Garcia est troisième de l'étape. Le jour suivant, Mavi Garcia passe à l'offensive à trois kilomètres du Passo Bordala. Annemiek van Vleuten part immédiatement à sa poursuite, Marta Cavalli revient par la suite. Dans la dernière ascension, Van Vleuten attaque et n'est plus reprise. Mavi Garcia est sixième mais perd trois minutes. Lors de la neuvième étape, dans le Passo Daone, Marta Cavalli attaque et est reprise par Van Vleuten. Garcia contre, mais sans plus de succès. Elisa Longo Borghini attaque Mavi Garcia avant le sommet. L'Italienne, quatrième au général, met sous pression l'Espagnole dans le final. Elisa Longo Borghini reprend deux minutes mais reste derrière Garcia au classement général. Sofia Bertizzolo est cinquième de la dernière étape. Mavi Garcia est troisième du classement général.
Au Tour de France, Mavi Garcia est septième de la troisième étape. Le lendemain, elle est victime de plusieurs soucis mécanique et d'une spectaculaire chute avec sa voiture suiveuse. Marta Bastianelli est deuxième du sprint de la sixième étape derrière Marianne Vos. Sur la huitième étape, Mavi Garcia fait partie de l'échappée. Ce groupe est repris dans la montée finale. Elle se classe neuvième. Elle conclut l'épreuve à la dixième place du classement général.

### Août
Au Tour de Scandinavie, Sofia Bertizollo attaque dans le final de la troisième étape, mais est marquée par le peloton. Elle est septième de l'étape. Laura Tomasi est troisième du sprint le lendemain. Sofia Bertizzolo est quatrième de la dernière étape. Erica Magnaldi est dixième du classement général.
Au Grand Prix de Plouay, dans la dernière côte avant le circuit final, le Stang Varric, Mavi Garcia et Amber Kraak attaquent. À trente-et-un kilomètres du but, elles sont rejointes par neuf autres coureuses. Aux dix kilomètres, Mavi Garcia accélère dans la côte de Rostervel. Chabbey, Sanguineti, Kraak, Brown, Vas parviennent à la suivre, Labous revient ensuite. Le reste du groupe refait la jonction au pied de la côte du Lezot. Kraak y attaque. Mavi Garcia contre. Chabbey, Kraak et Sanguineti sont dans sa roue. Un regroupement partiel a lieu. Garcia parvient ensuite à sortir avec Kraak. Cette dernière ne relaie pas et Garcia décide de stopper son effort. Plus loin, Mavi Garcia passe à l'offensive avec encore Kraak avec elle. Elles ne sont plus reprises. L'Espagnole gagne le sprint à deux.

### Septembre

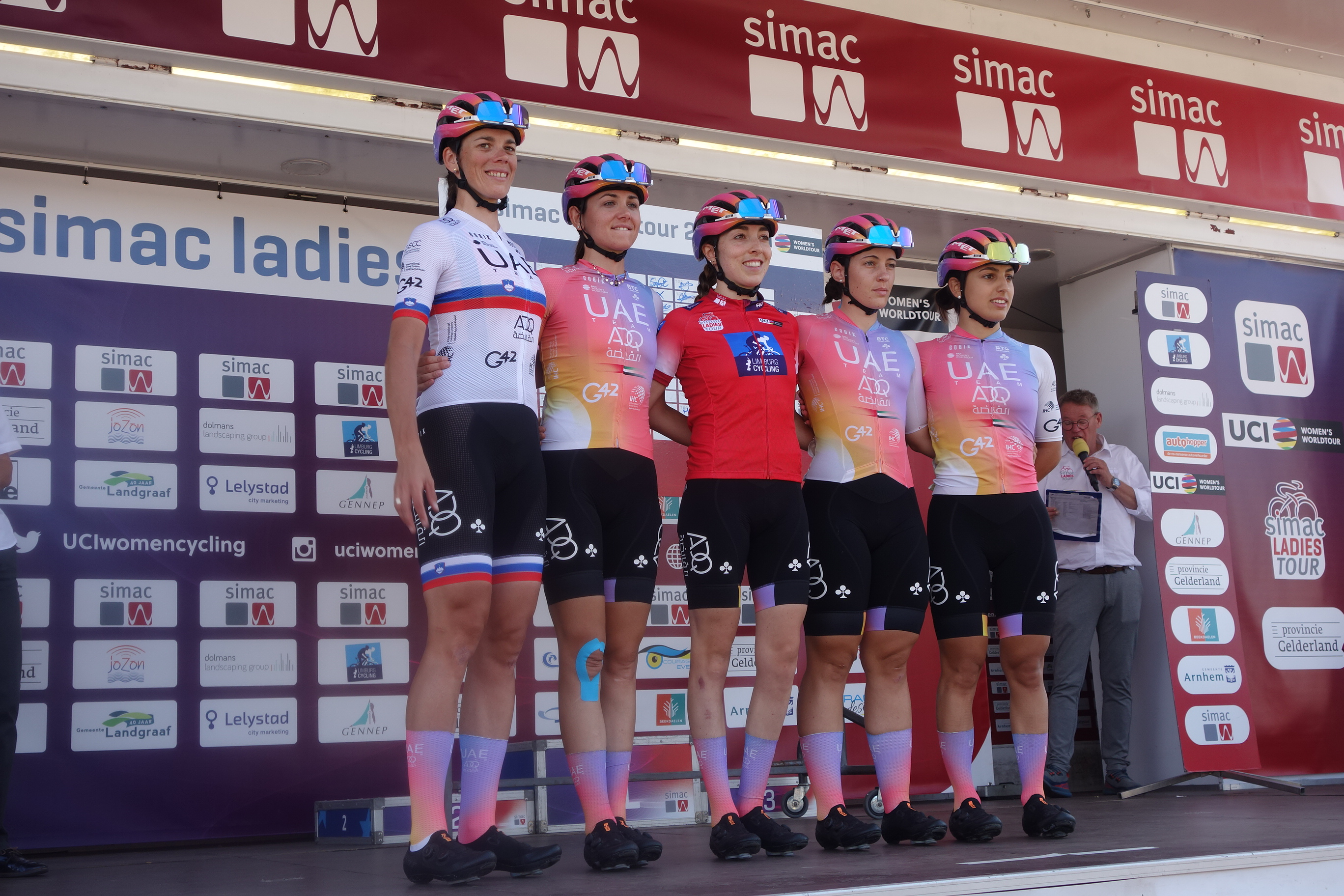
Au Simac Ladies Tour

Au Simac Ladies Tour, Laura Tomasi est deuxième du sprint de la deuxième étape derrière Lorena Wiebes. Elle est ensuite quatrième de la difficile quatrième étape.
Au Ceratizit Challenge by La Vuelta, sur la deuxième étape, Annemiek van Vleuten attaque dans la seconde ascension du Fuente las Varas. Elle est tout d'abord suivie entre autres par Mavi Garcia, mais elle doit lâcher par la suite. Elle est dixième de la quatrième étape. Marta Bastianelli prend la troisième place du sprint de la dernière étape. Mavi Garcia est la coureuse la plus combative de l'épreuve.

### Octobre
Au Tour d'Émilie, Sofia Bertizzolo se classe troisième en haut du Sanctuaire Madonna di San Luca.

## Victoires

### Sur route
| Victoires | Victoires                                   | Victoires  | Victoires | Victoires         | Victoires |
| Date      | Course                                      | Pays       | Classe    | Vainqueur         |           |
| --------- | ------------------------------------------- | ---------- | --------- | ----------------- | --------- |
| 6 fév.    | Tour de la Communauté valencienne           | Espagne    | 1.1       | Marta Bastianelli |           |
| 20 fév.   | 4e étape de la Semaine cycliste valencienne | Espagne    | 2.1       | Marta Bastianelli |           |
| 27 fév.   | Omloop van het Hageland                     | Belgique   | 1.1       | Marta Bastianelli |           |
| 30 avr.   | 1re étape, Festival Elsy Jacobs             | Luxembourg | 2.Pro     | Marta Bastianelli |           |
| 1 mai     | Classement général, Festival Elsy Jacobs    | Luxembourg | 2.Pro     | Marta Bastianelli |           |
| 3 mai     | 1re étape du Tour de Bretagne               | France     | 2.1       | Marta Bastianelli |           |
| 4 mai     | 2e étape du Tour de Bretagne                | France     | 2.1       | Marta Bastianelli |           |
| 5 mai     | 3e étape du Tour de Bretagne                | France     | 2.1       | Alena Ivanchenko  |           |
| 21 mai    | 3e étape du Tour de Burgos                  | Espagne    | 2.WWT     | Mavi García       |           |
| 24 juin   | Championnat d'Espagne du contre-la-montre   | Espagne    | CN        | Mavi García       |           |
| 25 juin   | Championnat d'Espagne sur route             | Espagne    | CN        | Mavi García       |           |
| 26 juin   | Championnat de Slovénie sur route           | Slovénie   | CN        | Eugenia Bujak     |           |
| 27 août   | Grand Prix de Plouay                        | France     | 1.WWT     | Mavi García       |           |

### Résultats sur les courses majeures

#### World Tour
| Date                | #  | Course                                                   | Pays        | Meilleure classée | Classement |
| ------------------- | -- | -------------------------------------------------------- | ----------- | ----------------- | ---------- |
| 5 mars              | 1  | Strade Bianche                                           | Italie      | Erica Magnaldi    | 27e        |
| 12 mars             | 2  | Tour de Drenthe                                          | Pays-Bas    | Marta Bastianelli | 5e         |
| 20 mars             | 3  | Trofeo Alfredo Binda-Comune di Cittiglio                 | Italie      | Sofia Bertizzolo  | 2e         |
| 24 mars             | 4  | Trois Jours de La Panne                                  | Belgique    | Marta Bastianelli | 3e         |
| 27 mars             | 5  | Gand-Wevelgem                                            | Belgique    | Marta Bastianelli | 6e         |
| 3 avril             | 6  | Tour des Flandres                                        | Belgique    | Marta Bastianelli | 10e        |
| 10 avril            | 7  | Amstel Gold Race                                         | Pays-Bas    | Mavi Garcia       | 6e         |
| 16 avril            | 8  | Paris-Roubaix                                            | France      | Marta Bastianelli | 15e        |
| 20 avril            | 9  | Flèche wallonne                                          | Belgique    | Mavi Garcia       | 5e         |
| 24 avril            | 10 | Liège-Bastogne-Liège                                     | Belgique    | Mavi Garcia       | 13e        |
| 13-15 mai           | 11 | Classique de Saint-Sébastien                             | Espagne     | -                 | -          |
| 19-22 mai           | 12 | Tour de Burgos                                           | Espagne     | Mavi Garcia       | 15e        |
| 27-29 mai           | 13 | RideLondon-Classique                                     | Royaume-Uni | Marta Bastianelli | 6e         |
| 6-11 juin           | 14 | The Women's Tour                                         | Royaume-Uni | Sofia Bertizzolo  | 9e         |
| 1-10 juillet        | 15 | Tour d'Italie                                            | Italie      | Mavi Garcia       | 3e         |
| 24-31 juillet       | 16 | Tour de France                                           | France      | Mavi Garcia       | 10e        |
| 6 août              | 17 | Contre-la-montre par équipes de l'Open de Suède Vårgårda | Suède       | -                 | -          |
| 7 août              | 18 | Open de Suède Vårgårda                                   | Suède       | -                 | -          |
| 9-14 août           | 19 | Battle of the North                                      | Norvège     | Erica Magnaldi    | 10e        |
| 27 août             | 20 | Grand Prix de Plouay                                     | France      | Mavi Garcia       | Vainqueur  |
| 30 août-4 septembre | 21 | Simac Ladies Tour                                        | Pays-Bas    | Laura Tomasi      | 21e        |
| 7-11 septembre      | 22 | Ceratizit Challenge by La Vuelta                         | Espagne     | Mavi Garcia       | 13e        |
| 7-9 octobre         | 23 | Tour de Romandie                                         | Suisse      | Urša Pintar       | 22e        |

Mavi Garcia est treizième du classement individuel. UAE Team ADQ est huitième du classement par équipes.

#### Grands tours
| Grand tour            | Tour d'Italie    | Tour de France    |
| --------------------- | ---------------- | ----------------- |
| Coureuse (classement) | Mavi Garcia (3e) | Mavi Garcia (10e) |
| Accessits             | -                | -                 |

## Classement mondial
| Classement UCI | Classement UCI     | Classement UCI      | Classement UCI |
| Coureuse       | Coureuse           | Pays                | Points         |
| -------------- | ------------------ | ------------------- | -------------- |
| 15e            | Marta Bastianelli  | Italie              | 1819 pts       |
| 16e            | Mavi García        | Espagne             | 1803 pts       |
| 27e            | Sofia Bertizzolo   | Italie              | 1095 pts       |
| 83e            | Erica Magnaldi     | Italie              | 379 pts        |
| 89e            | Maaike Boogaard    | Pays-Bas            | 364 pts        |
| 136e           | Eugenia Bujak      | Slovénie            | 223 pts        |
| 163e           | Urša Pintar        | Slovénie            | 187 pts        |
| 190e           | Laura Tomasi       | Italie              | 157 pts        |
| 276e           | Safia Al Sayegh    | Émirats arabes unis | 98 pts         |
| 285e           | Anna Trevisi       | Italie              | 95 pts         |
| 575e           | Linda Zanetti      | Suisse              | 38 pts         |
| 581e           | Alena Ivanchenko   | Russie              | 37 pts         |
| 610e           | Sophie Wright      | Royaume-Uni         | 33 pts         |
| 1008e          | Alessia Patuelli   | Italie              | 8 pts          |
| 1155e          | Maria Novolodskaya | Russie              | 3 pts          |

UAE Team ADQ est septième du classement par équipes.